# YaST
YaST (Yet another Setup Tool) — программный пакет, появившийся в дистрибутиве SuSE Linux, как проприетарная утилита конфигурации операционной системы и установки/обновления пакетов с ПО.
В настоящий момент распространяется по лицензии GPL.
Дистрибутивы openSUSE и SUSE Linux Enterprise оптимизированы под управление посредством YaST. Среди возможностей настройки:
- Программное обеспечение
  - Управление ПО, онлайн-обновление, обновление с Patch CD, установка дополнительных продуктов (с помощью пакетного менеджера Zypper)
  - Проверка носителя с ПО
  - Патч текущего ядра системы и создание на его основе ядра с поддержкой Xen
- Оборудование
  - Bluetooth, звук, инфракрасные устройства
  - IDE DMA режим
  - Графическая плата и монитор
  - Информация об оборудовании
  - Контроллер диска, принтер, сканер, TV-тюнер
  - Мышь, джойстик, раскладка клавиатуры
- Система
  - LVM, драйверы PCI устройств, Powertweak
  - Восстановление системы, загрузчик (GRUB или LILO), загрузочная дискета
  - Резервное копирование системы
  - Редактор настроек, управление службами (Runlevel)
  - Дата и время, управление электропитанием, язык
- Сеть (DSL, ISDN, Сетевая карта, Модем, Факс, Автоответчик)
- Сетевые службы (DNS, NTP, NFS, Kerberos, Proxy, LDAP и т. д.)
- Управление пользователями и группами, настройка брандмауэра

Включает в себя утилиту для защиты приложений под названием Novell AppArmor.
YaST имеет три графические оболочки, написанные на qt, gtk и ncurses, то есть его можно использовать, как из X-сервера, так и из командной строки.
Ещё YaST используется непосредственно для установки дистрибутива. Существует также утилита Autoyast для автоматической установки и настройки системы по созданному заранее образу.